# Рудянский, Александр Николаевич
Алекса́ндр Никола́евич Рудя́нский (26 октября 1935, пос. Красный Урал, Нижнетагильский горсовет, Свердловская область, РСФСР, СССР — 23 мая 2021) — украинский композитор, член Национального Союза композиторов Украины, профессор кафедры композиции Донецкой государственной музыкальной академии имени Сергея Прокофьева, заслуженный деятель искусств Украины (1993). Автор книги «Мой путь в искусстве».

## Биография
В 1963 окончил Институт им. Гнесиных по классу композиции А. И. Хачатуряна и Ю. Н. Шишакова.
В 1959—1963 преподаватель Карагандинского, затем Новомосковского музыкальных училищ.
В 1963—1973 старший преподаватель Алма-Атинской консерватории. В 1974—1977 гг. — завкафедрой теории и истории музыки Карагандинского педагогического института.
С 1977 по 2021 год жил и работал в Донецке, преподавал композицию, основы хорового письма в Донецкой государственной музыкальной академии имени Сергей Прокофьева.
Умер после продолжительной болезни в возрасте 85 лет в ночь с 22 на 23 мая 2021 года в Донецке.

## Список сочинений
1953 год:
- вариации на тему русской народной песни «Эх, не сама машина ходит» для фортепиано.
- «Танец» для фортепиано.
- «Зимой», стихи С.Маршака, для голоса и фортепиано.
- «Полька» для духового оркестра.

1954 год:
- «Картины природы», вокальный цикл для голоса и фортепиано, на стихи М. Конопницкой, 2-я редакция — 2004.
- Вариации для фортепиано.
- «Сказка» для валторны и фортепиано.
- Два романса на стихи С.Щипачева — «Как хочешь это назови», «То — приснилось» для голоса и фортепиано.

1955 год: три прелюдии для фортепиано.
1957 год
- «Песня недопетая» («Павлик Морозов»), кантата для детского хора и фортепиано, стихи Е.Хоринской.
- Сюита для скрипки и фортепиано.

1958 год:
- Сюита для виолончели и фортепиано.
- Трио для гобоя, альта и фагота.

1960 год: соната для скрипки и фортепиано.
1961 год: струнный квартет № 1 в 2-х частях.
1962 год: трио № 2 для гобоя, альта и фагота.
1963 год: «Россия», кантата для баритона, хора и оркестра.
1964 год:
- Прелюдия для ансамбля народных инструментов.
- «Концертный кюй» для фортепиано, 2-я редакция — «Токката», 1978.

1965 год:
- «Желтая степь», струнный квартет № 2 в 4-х частях.
- Две пьесы для ансамбля скрипачей.
- Увертюра на казахские темы для симфонического оркестра.

1967 год: «Пике в бессмертие», балет в 2-х актах, либретто В.Ипатовой.
1968 год:
- Сюита из балета «Пике в бессмертие» в 4-х частях.
- Диптих для квинтета духовых, 2-я редакция — 1978.
- «Апрель» для голоса и фортепиано, стихи Л.Бережных.

1969 год:
- «Край тюльпанов», оперетта в двух действиях по повести Ч.Айтматова «Тополек мой в красной косынке», либретто Л.Бережных; 2-я редакция — 1981, «Тополек мой в красной косынке», лирический мюзикл по одноименной повести Ч.Айтматова, либретто Л.Бережных и В. Ревы.

1970 год:
- «Песни акынов», камерная кантата для солистов и камерного оркестра, слова народные.
- Пять пьес для фортепиано: «Утро в горах», «Пионерские горны», «Хоровод», «Размышление», «Веселая игра».

1973 год: «Казахские эскизы», сюита для оркестра казахских народных инструментов им. Курмангазы.
1974 год: героическая поэма для симфонического оркестра, 2-я редакция — 1979.
1975 год: «Мамаев курган», кантата для хора и оркестра, слова Т.Бейсембека, 2-я редакция — 1979, русский текст Е.Лаврентьевой.
1976 год: «Апрель», авторский сборник песен.
1977 год: «Элегия» для фортепиано.
1978 год: «Данко», опера в 2-х актах, либретто А.Иванова по повести М.Горького «Старуха Изергиль».
1979 год: «На берег пустынный» для смешанного хора, слова М.Горького; 2-я редакция — 1997.
1980 год: «Легенда о желтой степи», («Целина»), балет в 2-х актах, либретто В.Шкилько.
1982 год: сюита из балета «Легенда о желтой степи» для симфонического оркестра.
1983 год: соната для валторны без сопровождения в 3-х частях.
1984 год: «Покорение огня», балет в 2-х актах, либретто Н.Дунаевской.
1985 год:
- «Верность», вокальный цикл на стихи Ю.Друниной.
- Концертино для виолончели и оркестра.

1987 год: «Донбасс», симфоническая поэма для хора и оркестра, слова В. Ревы, 2-я редакция — 2004 г.
1989 год:
- «Поэма» для домры и фортепиано.
- «Народные танцы», сюита для оркестра народных инструментов.

1990 год: школьный концерт для фортепиано с оркестром в 3-х частях, 2-я редакция — 1995.
1991 год: «Думы Тараса», поэма для оркестра народных инструментов.
1992 года:
- «Шлях Тараса», опера в 3-х действиях, либретто В.Юречко, 2-я редакция — 2002 г., «Шлях Тараса», опера в 2-х действиях, либретто В. Юречко, В. Ревы.
- «Греческое каприччио» для симфонического оркестра, в соавторстве с В.Алитой.

1995 год: «Вірую» для смешанного хора, текст канонический.
1998 год: пассакалья для оркестра «Лик домер».
1999 год:
- «Воспеваю благодать твою» для смешанного хора без сопровождения, слова В.Нестеренко.
- «Отче наш» для голоса и фортепиано, текст канонический.
- Семь божественных нот. Автобиографическая повесть.

2000 год:
- три молитвы для детского хора и фортепиано — «Отче наш», «Покров Пресвятой Богородицы», «Христе мой».
- Пассакалья для струнного оркестра, 2-я редакция.
- «Люби меня» для голоса и фортепиано на стихи А.Фета.

2001 год: «Озеро белых лотосов», вокальный цикл для голоса, флейты, альта, бандуры и ударных на стихи древне-китайского поэта Бо Цзюй И (VIII век), перевод Л.Эйдлина.
2002 год: оркестровка Концерта для фортепиано с оркестром в 3-х частях Владимира Жежеленко.
2003 год: прелюдия и фуга, Диптих для квартета саксофонов.
2004 год:
- «Думи мої», стихи Т. Шевченко, обработка украинской народной песни для смешанного хора без сопровождения.
- Осетинский напев для фортепиано.
- Симфонический триптих «Памяти детей Беслана» для струнного оркестра.

2005 год: Музыкальная летопись. Документальная монография.
2006 год: «Мой дом» (на польском языке) для голоса и фортепиано, стихи М. Конопницкой.
2007 год:
- «Осенний прелюд» для виолончели и фортепиано.
- «Мой город тюльпанов и роз», авторский сборник песен.

2008 год: «Шлях Тараса», опера.
2009 год: концертино для виолончели с оркестром. Клавир и партитура.
2010 год: пьесы для фортепиано.